# JT Woods
Jalen Terrell Woods (San Antonio, Texas, 10 de junio de 2000) más conocido como JT Woods, es un jugador profesional estadounidense de fútbol americano, se desempeña en la posición de safety en Los Angeles Chargers, en la National Football League (NFL).

## Carrera
Fue seleccionado en la tercera ronda en la Reunión Anual de Selección de Jugadores de la NFL de 2022. Hizo su debut profesional con el equipo Los Angeles Chargers, donde lleva jugando dos temporadas.